# Fekete tüskebujkáló
A fekete tüskebujkáló (Cercotrichas podobe) a madarak osztályának a verébalakúak (Passeriformes) rendjéhez és a légykapófélék (Muscicapidae) családjához tartozó faj.

## Rendszerezése
A fajt Philipp Ludwig Statius Müller német ornitológus írta le 1776-ban, a Turdus nembe Turdus podobe néven. Egyes szervezetek szerint a Cercotrichas nem egyetlen faja.

## Alfajai
- Cercotrichas podobe melanoptera (Hemprich & Ehrenberg, 1833)
- Cercotrichas podobe podobe (Statius Muller, 1776)[2]

## Előfordulása
Bahrein, Bissau-Guinea, Burkina Faso, Csád, Dzsibuti, az Egyesült Arab Emírségek, Egyiptom, Eritrea, Etiópia, Izrael, Jemen, Jordánia, Kamerun, Kuvait, Mali, Mauritánia, Niger, Nigéria, Omán, Katar, Szaúd-Arábia, Szenegál, Szomália és Szudán területén honos.
Természetes élőhelyei szubtrópusi és trópusi lombhullató erdők, száraz szavannák, cserjések és sivatagok. Állandó, nem vonuló faj.

## Megjelenése
Testhossza 18–20 centiméter, testtömege 24–27 gramm,

## Természetvédelmi helyzete
Az elterjedési területe rendkívül nagy, egyedszáma pedig stabil. A Természetvédelmi Világszövetség Vörös listáján nem fenyegetett fajként szerepel.

## Külső hivatkozások
- Képek az interneten a fajról
- Xeno-canto.org - a faj hangja és elterjedési területe